# Gabriella Gerzsenyi
Gabriella Gerzsenyi, née le 30 octobre 1977 à Berehove (RSS d'Ukraine), est une femme politique hongroise. Membre du Parti Respect et liberté (Tisza), elle est élue députée européenne lors des élections européennes de 2024.

## Biographie
Gabriella Gerzsenyi naît le 30 octobre 1977 à Berehove, dans l'oblast de Transcarpatie, alors en RSS d'Ukraine. Elle étudie à Nyíregyháza de 1991 à 1995, avant de suivre les cours de l'université Loránd-Eötvös à Budapest jusqu'en 2000. Elle effectue ensuite un stage à la Commission européenne, avant de réaliser un doctorat à l'UCLouvain. 
De 2005 à 2021, elle travaille comme fonctionnaire pour la Commission européenne, à Bruxelles. Elle est notamment rapporteure de la politique de cohésion l'Union européenne, pour la Hongrie et le Luxembourg. Elle se reconvertit ensuite à son compte en tant qu'écrivaine et mère au foyer,. 
En avril 2024, elle est choisie par Péter Magyar pour figurer sur la liste du Parti Respect et liberté (Tisza) en vue des élections européennes de 2024. Le 9 juin 2024, elle est élue députée européenne. 